# Vendenesse-lès-Charolles
Vendenesse-lès-Charolles est une commune française située dans le département de Saône-et-Loire, en région Bourgogne-Franche-Comté.

## Géographie
Vendenesse-lès-Charolles fait partie de la communauté de communes Le Grand Charolais. Elle est limitrophe de sa grande sœur Charolles.
Hameaux : Plainchassagne, Saint-Brancher, La Fourche, Chapendy, Chaugne, Pommier, Sermaize, Collanges, Bierre.
La commune est parcourue par une rivière, la Semence. Elle se situe dans le pays Charolais-Brionnais, candidat à une reconnaissance de son patrimoine à l'échelle nationale et internationale.

### Climat
Pour des articles plus généraux, voir Climat de la Bourgogne-Franche-Comté et Climat de Saône-et-Loire.
En 2010, le climat de la commune est de type climat océanique dégradé des plaines du Centre et du Nord, selon une étude du Centre national de la recherche scientifique s'appuyant sur une série de données couvrant la période 1971-2000. En 2020, Météo-France publie une typologie des climats de la France métropolitaine dans laquelle la commune est dans une zone de transition entre le climat océanique altéré et le climat de montagne ou de marges de montagne et est dans la région climatique Centre et contreforts nord du Massif Central, caractérisée par un air sec en été et un bon ensoleillement.
Pour la période 1971-2000, la température annuelle moyenne est de 10,6 °C, avec une amplitude thermique annuelle de 17 °C. Le cumul annuel moyen de précipitations est de 899 mm, avec 12,5 jours de précipitations en janvier et 7,8 jours en juillet. Pour la période 1991-2020, la température moyenne annuelle observée sur la station météorologique de Météo-France la plus proche, « Beaubery », sur la commune de Beaubery à 6 km à vol d'oiseau, est de 10,9 °C et le cumul annuel moyen de précipitations est de 1 020,3 mm. 
La température maximale relevée sur cette station est de 39,4 °C, atteinte le 31 juillet 2020 ; la température minimale est de −18 °C, atteinte le 12 janvier 1987,,.
Les paramètres climatiques de la commune ont été estimés pour le milieu du siècle (2041-2070) selon différents scénarios d'émission de gaz à effet de serre à partir des nouvelles projections climatiques de référence DRIAS-2020. Ils sont consultables sur un site dédié publié par Météo-France en novembre 2022.

## Urbanisme

### Typologie
Au 1er janvier 2024, Vendenesse-lès-Charolles est catégorisée commune rurale à habitat dispersé, selon la nouvelle grille communale de densité à sept niveaux définie par l'Insee en 2022.
Elle est située hors unité urbaine. Par ailleurs la commune fait partie de l'aire d'attraction de Charolles, dont elle est une commune de la couronne,. Cette aire, qui regroupe 12 communes, est catégorisée dans les aires de moins de 50 000 habitants,.

### Occupation des sols
L'occupation des sols de la commune, telle qu'elle ressort de la base de données européenne d’occupation biophysique des sols Corine Land Cover (CLC), est marquée par l'importance des territoires agricoles (87,7 % en 2018), en diminution par rapport à 1990 (88,7 %). La répartition détaillée en 2018 est la suivante : 
prairies (72,3 %), zones agricoles hétérogènes (15,4 %), forêts (9,4 %), zones urbanisées (2,3 %), zones industrielles ou commerciales et réseaux de communication (0,7 %). L'évolution de l’occupation des sols de la commune et de ses infrastructures peut être observée sur les différentes représentations cartographiques du territoire : la carte de Cassini (XVIIIe siècle), la carte d'état-major (1820-1866) et les cartes ou photos aériennes de l'IGN pour la période actuelle (1950 à aujourd'hui).

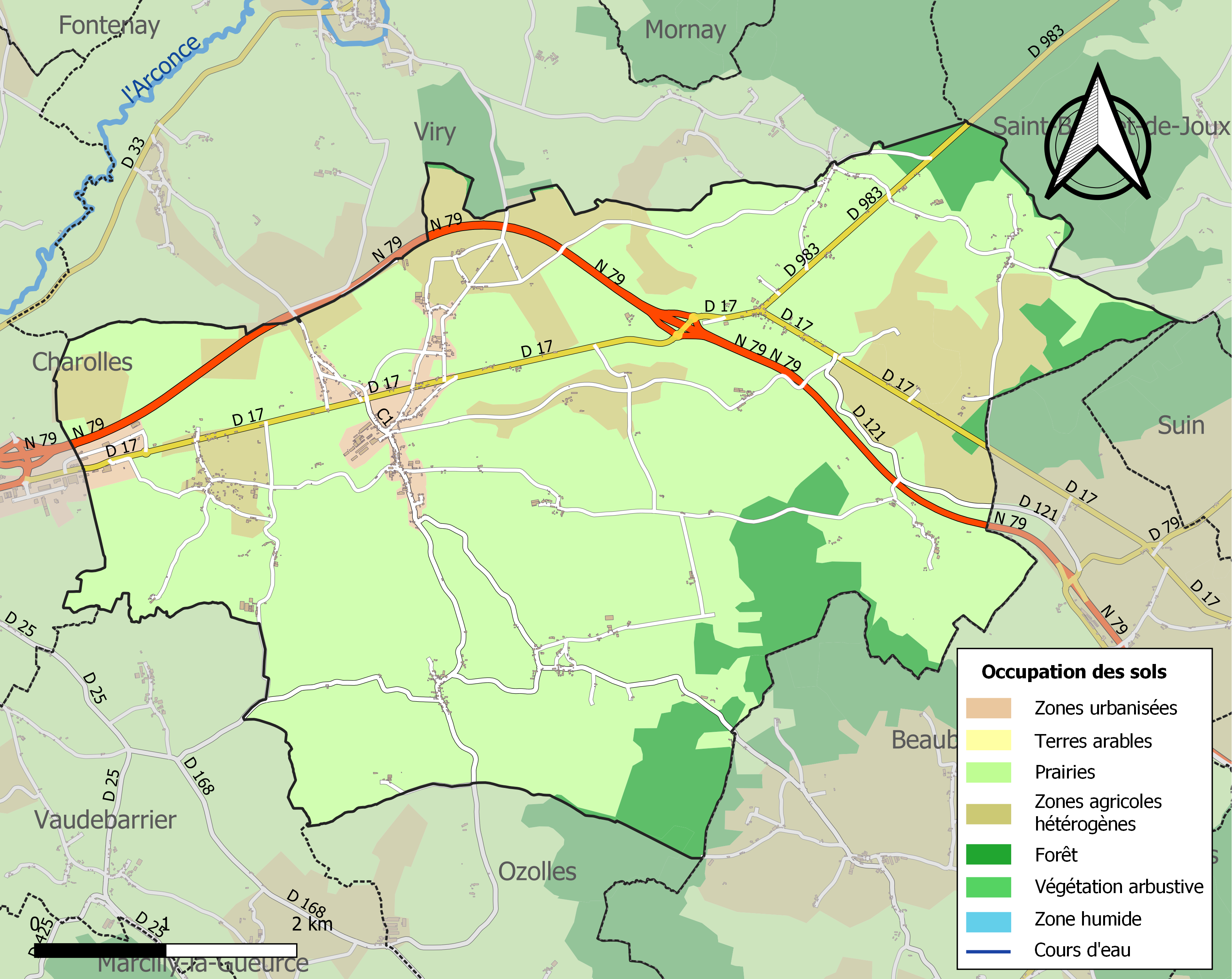
Carte des infrastructures et de l'occupation des sols de la commune en 2018 (CLC).

## Transport
Vendenesse-lès-Charolles se situe à 15 minutes en voiture de Paray-le-Monial, 29 min de Cluny, 35 minutes de Montceau-les-Mines et 39 minutes de Mâcon (autoroutes A6, A40 ; gare TGV Mâcon-Loché à 34 minutes, Paris en 1 h 35), via la RCEA. Chalon-sur-Saône 58 minutes. Lyon à 1 h 16 et Genève à 2 h de route.
Deux arrêts de bus se trouvent sur le territoire de la commune : le Bourg et La Fourche Rond-point, où passe une ligne de bus Mobigo au tarif de 1,50 € le trajet (Digoin-Paray-Charolles-Cluny).
Les transports scolaires, assumés par le conseil départemental de Saône-et-Loire, sont gratuits. Ils permettent aux jeunes Vendenessois de se rendre aisément à Charolles pour étudier au collège et lycée.

## Histoire
Le nom de Vendenesse paraît d'origine celtique et être formé du gaulois vindos (blanc) suivi du suffixe -issa ; celui de Sermaize (un hameau de la commune) serait dû à la présence d'une colonie agricole de Sarmates implantée en ces lieux pendant l'occupation romaine. De nombreux vestiges ont pu être ainsi découverts. À Saint-Brancher (lieu-dit de la commune) se tenaient d'importantes foires le jour de la Saint-Pancrace. Les marchands étrangers étaient hébergés aux frais du comte de Charolais. Cette foire fut transférée en 1762 à Charolles.

## Politique et administration
| Période                                  | Période   | Identité         | Étiquette       | Qualité                                                                                    |
| ---------------------------------------- | --------- | ---------------- | --------------- | ------------------------------------------------------------------------------------------ |
| Les données manquantes sont à compléter. |           |                  |                 |                                                                                            |
| 1958                                     | mars 2001 | Jean Ducerf      | RI puis UDF-PR  | Industriel Conseiller général de Charolles (1970 → 2000) Vice-président du conseil général |
| mars 2001                                | mai 2020  | Pierre Ducerf    | RPR puis UMP-LR | Gérant de société                                                                          |
| mai 2020                                 | En cours  | Jean-Louis Petit | SE              | Retraité agricole                                                                          |

## Démographie
L'évolution du nombre d'habitants est connue à travers les recensements de la population effectués dans la commune depuis 1793. Pour les communes de moins de 10 000 habitants, une enquête de recensement portant sur toute la population est réalisée tous les cinq ans, les populations de référence des années intermédiaires étant quant à elles estimées par interpolation ou extrapolation. Pour la commune, le premier recensement exhaustif entrant dans le cadre du nouveau dispositif a été réalisé en 2008.

En 2022, la commune comptait 738 habitants, en évolution de −0,67 % par rapport à 2016 (Saône-et-Loire : −1,06 %, France hors Mayotte : +2,11 %).
| 1793  | 1800  | 1806  | 1821  | 1831  | 1836  | 1841  | 1846  | 1851  |
| ----- | ----- | ----- | ----- | ----- | ----- | ----- | ----- | ----- |
| 1 626 | 1 806 | 1 719 | 1 726 | 1 811 | 1 602 | 1 636 | 1 630 | 1 645 |

| 1856  | 1861  | 1866  | 1872  | 1876  | 1881  | 1886  | 1891  | 1896  |
| ----- | ----- | ----- | ----- | ----- | ----- | ----- | ----- | ----- |
| 1 650 | 1 548 | 1 513 | 1 546 | 1 520 | 1 475 | 1 535 | 1 502 | 1 473 |

| 1901  | 1906  | 1911  | 1921  | 1926  | 1931  | 1936  | 1946 | 1954 |
| ----- | ----- | ----- | ----- | ----- | ----- | ----- | ---- | ---- |
| 1 427 | 1 339 | 1 297 | 1 130 | 1 096 | 1 080 | 1 037 | 980  | 919  |

| 1962 | 1968 | 1975 | 1982 | 1990 | 1999 | 2006 | 2008 | 2013 |
| ---- | ---- | ---- | ---- | ---- | ---- | ---- | ---- | ---- |
| 904  | 849  | 801  | 797  | 750  | 699  | 769  | 788  | 758  |

| 2018 | 2022 | - | - | - | - | - | - | - |
| ---- | ---- | - | - | - | - | - | - | - |
| 742  | 738  | - | - | - | - | - | - | - |

## Économie locale
La boulangerie-épicerie est définitivement fermée depuis le 18 février 2020.
Il reste un magasin de producteurs locaux « Le pré d’union Charolais » ouvert en 2019, où on retrouve essentiellement de la viande charolaise (bovine, ovine, volaille...) emballé dans du plastique sous vide mais aussi du poisson, des œufs, du fromage ainsi qu’un dépôt de pain et la vente du journal local.
Un restaurant-bar.
Un cabinet d’infirmières ainsi que de nombreux artisans.
Le pôle d'activité du charolais implanté en Molaize, le long de la RCEA est en développement.
L'usine/scierie Ducerf est un des plus gros employeurs de la commune, comme la carrière de granit rose Sivignon.
Une maison d’assistantes maternelles « La mam aux câlins » a ouvert ses portes en septembre 2019 dans l'ancienne école, réhabilitée en logement par la commune.
Cette commune rurale reste avant tout une terre d'agriculture avec une dizaine de fermes en exploitation.
Un projet d’installation de parc éolien a été rejeté par un vote des conseillers municipaux en juin 2019, avec neuf voix contre et une pour.

## Éducation
Une école maternelle/primaire divisée en 4 classes qui totalise 90 élèves avec garderie et restaurant scolaire.

## Vie associative
La commune possède une équipe de football locale comportant une équipe senior et des équipes jeunes.
Un club de boxe a ouvert en 2012.
En plus du stade municipal, le village possède également un terrain de tennis et un agorespace avec sanitaires.
Chaque année le comité des fêtes organise des manifestations. L’exposition de véhicules anciens en tête. Brocantes, lotos, vente de boudins, fête du foot sont les temps forts du village.

Deux salles des fêtes rénovées récemment peuvent être louées pour tous types d’événements. La commune compte d’autres associations : gym détente, croqueurs de pommes, calligraphie, ateliers artistiques pour enfants, fours à chaux, parents d’élèves, club de l'amitié, les conscrits, les chasseurs...

## Lieux et monuments
- Les trois fours à chaux de Vendenesse, d'une hauteur de 20 mètres, ont été construits dans les années 1880 par la Compagnie des Fours à Chaux des Dombes. L'emplacement des fours a été choisi en fonction de la présence de calcaire de bonne qualité à cet endroit et de la possibilité de s'approvisionner facilement en charbon (combustible), en provenance des mines de Montceau-les-Mines et Blanzy. Les ouvriers extrayaient la pierre calcaire dans la carrière voisine et la transformaient par cuisson dans les fours. Après deux mois de cuisson à 1 000 degrés, on récupérait à la basse la pierre calcaire cuite appelée chaux vive. Arrosée ensuite à la bluterie, elle était transformée en chaux éteinte (poudre blanche). La production s'est arrêtée en 1961, à la suite de la disparition de la voie ferrée et faute de rentabilité. Après avoir été inscrits à l'Inventaire supplémentaire des Monuments historiques (arrêté du 13 août 1993), les fours ont été classés au titre des MH, par décision du 16 juin 1998, préalable à une restauration qui a été conduite de 1999 à 2002 par l'association Tremplin[25]. Ils sont aujourd'hui reconnus comme les derniers fours à chaux de France surmontés de cheminées en brique[réf. nécessaire]. Ils se visitent de mai à octobre (visites libres ou guidées notamment pour les scolaires) et sont ouverts le dimanche de la Journée du Patrimoine en septembre[réf. souhaitée].
- Château de Collanges : le château semble remonter au Xe siècle. Il a subi au cours des siècles de nombreuses transformations. Il n'est pas ouvert à la visite[26].
- Église paroissiale Saint-Denis.

## Patrimoine naturel
- Bocage charolais avec ses haies, ses forêts, étangs.
- Faune : chevreuils, sangliers, lièvres, renards, insectes, batraciens, chauves souris, reptiles, oiseaux, etc. À noter la présence de castors dans la rivière qui est la Semence, se jetant dans l'Arconce à Charolles.
- Le siège de la branche locale de l'association de sauvegarde des races d'arbres locaux Les Croqueurs de pommes.

## Pour approfondir